# Großstadtrevier
Das Großstadtrevier ist eine deutsche Fernsehserie, die im Ersten ausgestrahlt wird. Sie wird seit Mai 1984 von Studio Hamburg produziert und umfasst aktuell 512 Episoden in 37 Staffeln. Die erste Episode wurde am 16. Dezember 1986 ausgestrahlt.

## Handlung
Gezeigt wird der Polizeialltag im Hamburger Stadtteil St. Pauli und auf dem Kiez, im Mittelpunkt stehen dabei die Beamten des fiktiven 14. Polizeikommissariats/PK14 (bis Staffel 23, 14. Polizeirevier). Im Wesentlichen besteht die Handlung aus drei Teilbereichen.
Zum einen aus dem Bereich der alltäglichen Polizeiarbeit mit hauptsächlich kleineren Delikten wie Diebstahl, Nachbarschaftsstreitigkeiten, Verkehrsdelikten, Familienstreitigkeiten. Hier wird zusätzlich die oft unbürokratische und zwischenmenschliche Hilfe der Beamten, insbesondere wenn es um ältere Mitbürger, Kinder und Obdachlose geht, als fast selbstverständlicher Teil der Arbeit dargestellt.
Des Weiteren gibt es den Bereich rund um Kiez und Reeperbahn, bei dem sich die Beamten vornehmlich mit Prostitution, Menschenhandel, Drogen und Gewalt beschäftigen, sich aber auch mit den Sorgen der Menschen, die dort leben und arbeiten, auseinandersetzen. Dafür bediente man sich auch realer Lokalitäten wie des Travestie-Cabarets Pulverfass und der Boxkneipe Zur Ritze. Bei der Arbeit rund um die Reeperbahn erweisen sich die zahlreichen Kontakte von Dirk Matthies auf dem Kiez oft als hilfreich.
Der dritte Teilbereich ist das Privatleben der Polizeibeamten des PK14 und deren Miteinander bei der Arbeit, getreu dem Motto Einer für alle, alle für einen. Hier werden besonders der Zusammenhalt und der familiäre Umgang der Beamten miteinander hervorgehoben; deutlich wird dies durch gemeinsame Fahrten aufs Land und das gemeinsame Feierabendbier in der Stammkneipe Big Harry (vorher bei Elli’s). Auch die privaten Aktivitäten der Beamten, welche hin und wieder auch als dienstliche Angelegenheiten enden, sind des Öfteren Bestandteil der Serie.
Auch größere Verbrechen wie Mord, Geiselnahme, Raubüberfall werden gelegentlich thematisiert.

## Drehorte
Seit Staffel 33 werden die Innenaufnahmen und der Eingang des Kommissariates im Studio Hamburg Atelier 3 im Hamburger Stadtteil Tonndorf gedreht. Die Außenaufnahmen finden vor dem Torbogen Elsässer Straße 20/22 in Dulsberg statt.
Zuvor befand sich das Revier in einem Gebäude in der Mendelssohnstraße/Ecke Paul-Dessau-Straße, Hamburg-Bahrenfeld. Das rote Backsteingebäude, in dem sich zudem außerhalb der Drehzeiten die Büros der Studio Hamburg Produktion GmbH (die das Großstadtrevier bis einschließlich der 32. Staffel produzierte) befanden, wurde sowohl für Innen- als auch Außenaufnahmen genutzt.
In den Episoden 1 bis 28 wurde für die Außenaufnahmen das damalige reale Polizeirevier 12 (heute eine Außenstelle des Polizeikommissariats 14), Klingberg 1 in 20095 Hamburg (neben dem Chilehaus) genutzt. Das Schild mit der Aufschrift „Polizeirevier 12“ wurde entsprechend überklebt.
Weitere wiederkehrende Hauptdrehorte sind die Reeperbahn, Sankt Michaelis, die Sankt-Josefs-Kirche in St. Pauli sowie die St. Pauli-Landungsbrücken. Einige Episoden spielen außerhalb Hamburgs, so wurde die 300. Episode (ausgestrahlt unter dem Episodentitel 5 nach 12 am 10. Januar 2011) in Bad Segeberg in den Kulissen des Freilichttheaters am Kalkberg gedreht, in dem sonst die Karl-May-Spiele stattfinden und war als Western angelegt. Zudem wurden drei Episoden auf Gut Rundhof im Gasthof Weißer Hirsch gedreht. Die Episode Fährmann hol’röver wurde auf der zum Bezirk Hamburg-Mitte gehörenden Nordseeinsel Neuwerk gedreht.
Ein weiterer besonderer Drehort war das ehemalige Feuerlöschboot Repsold, das für Ausflugsfahrten auf der Unter- und Oberelbe genutzt wird. Im Großstadtrevier diente die Repsold acht Jahre lang Dirk Matthies (Jan Fedder) als Wohnschiff.

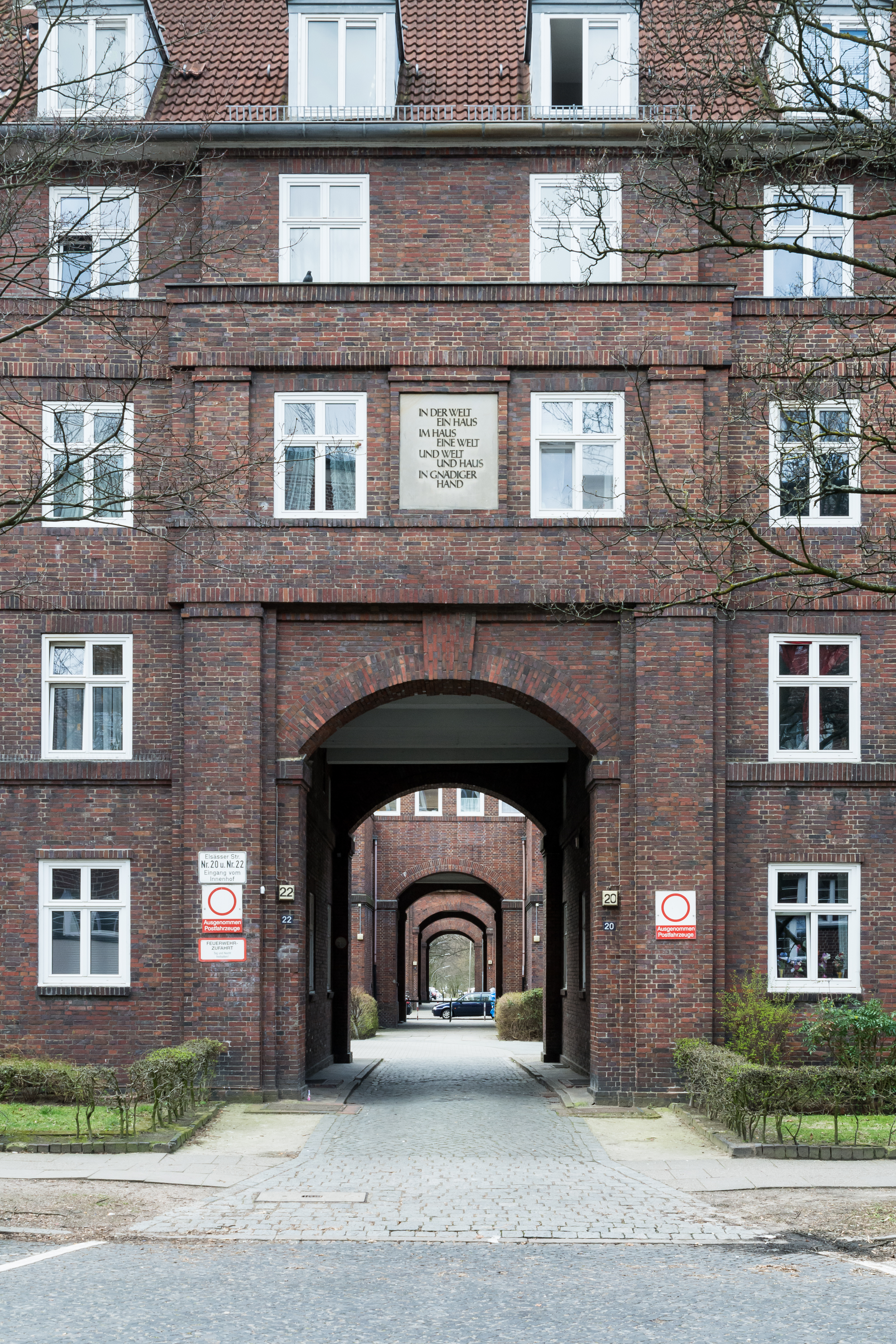
Seit der 33. Staffel Drehort für die Außenaufnahmen des Kommissariates
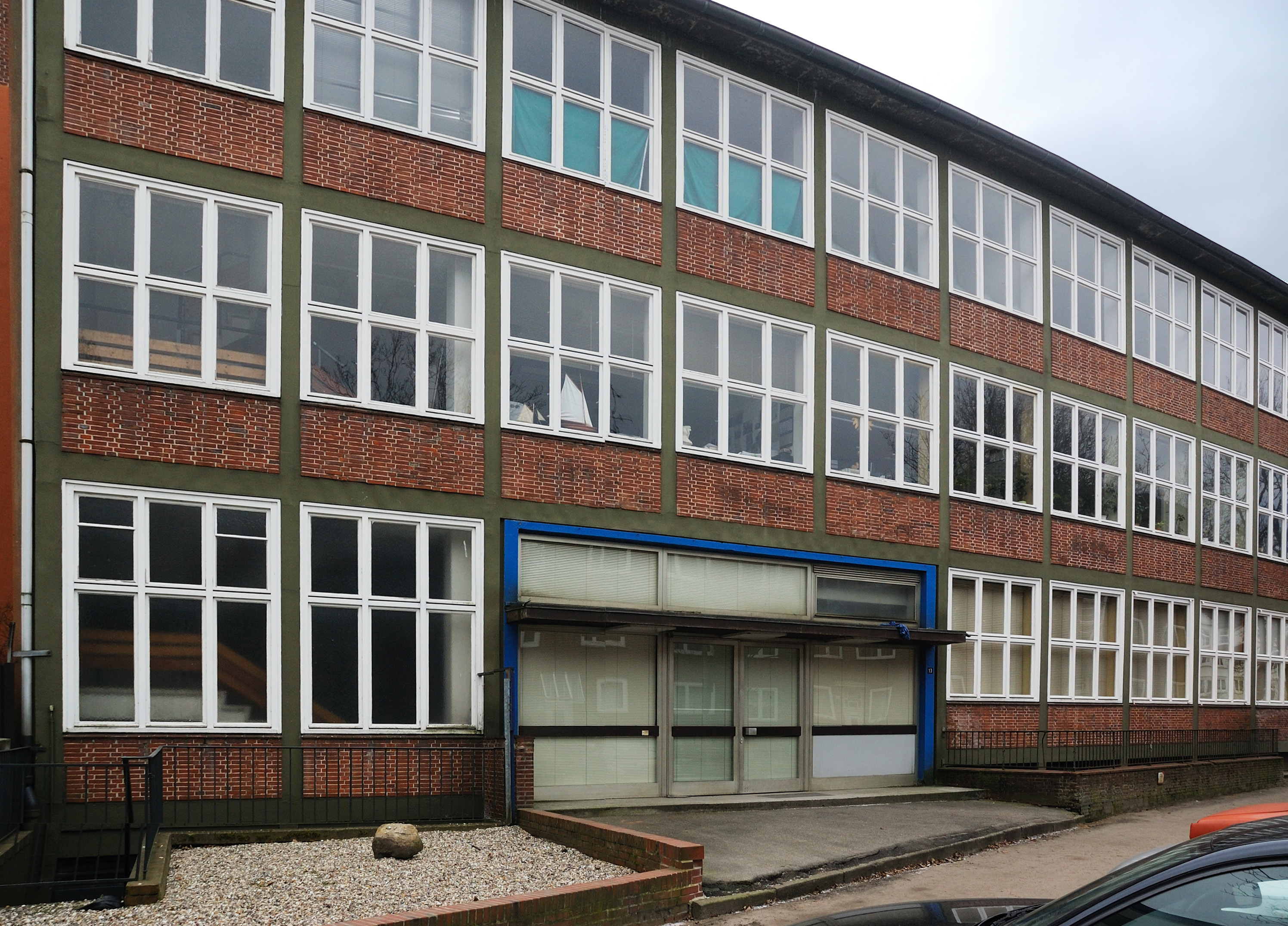
Bis Ende der 32. Staffel der Drehort des Großstadtreviers in der Mendelssohnstraße in Hamburg-Bahrenfeld, es war ebenso Außenkulisse der ARD-Serie Adelheid und ihre Mörder.
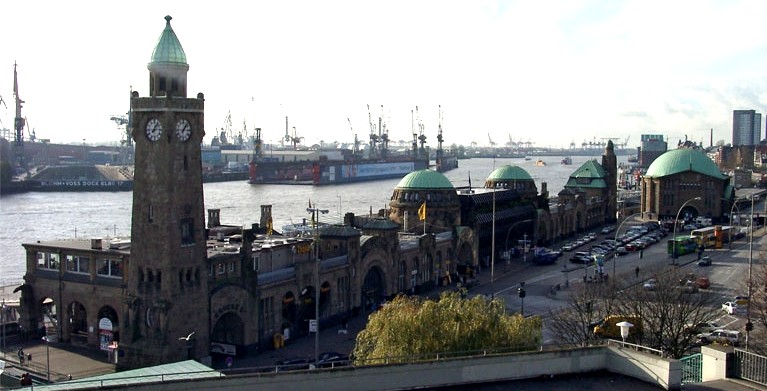
St. Pauli-Landungsbrücken im Herbst 2004 (Landseite); Pegelturm (links), alter Elbtunnel (rechts) vom U-Bahnhof

## Kritiken
Matthias Röhe schrieb in einem Buch über die Vorabendserie: „Am 16. Dezember 1986 wird die erste Folge ‚Großstadtrevier‘ ausgestrahlt. Die Kultserie ist damit geboren und vom ersten Tag an erfolgreich. So erfolgreich, dass gleich nach Ausstrahlung weitere Folgen produziert und gesendet werden. Heute schreiben wir das Jahr 2016 und noch immer werden in Hamburg und Umgebung Folgen für diese Serie gedreht. Zwar sind in der Zwischenzeit viele Köpfe gerollt, aber Witz und Charme sind geblieben.“
Die Hörzu meinte: „Wenn eine Serie in zwei Jahren ihren dreißigsten Geburtstag feiert, hat sie sich längst zur Kultserie erhoben und schwebt über den Niederungen des Serienalltags. In bisher 27 Staffeln mit circa 350 Episoden bedient ‚Großstadtrevier‘ eine Krimifarbe, die sich internationalen Trends und Modernisierungsbestrebungen beharrlich verweigert. Das imaginäre 14. Revier in einem imaginären Teil von Hamburg St. Pauli wirkt seit der ersten Folge, als wäre die Zeit stehengeblieben. Alle agieren bedächtig, sogar die Bösewichte. Eine physische Seite besitzt ‚Großstadtrevier‘ praktisch nicht. Selbst eine Prügelei sieht so schmerzfrei aus wie ein Backs. Initiiert vom legendären Jürgen Roland (‚Stahlnetz‘) wirkt ‚Großstadtrevier‘ mehr wie eine Familienserie. Das Menschlich-Allzumenschliche bricht sich immer wieder Bahn. Kleinbürger und Senioren laden ihre Sorgen im Revier ab und genießen freundliche Aufmerksamkeit. Irgendwer hat immer Zeit, der menschliche Faktor ist rund um die Uhr verfügbar. In den ersten fünf Staffeln bildeten Mareike Carrière und der knorrige Arthur Brauss die zentrale Streifenwagenbesatzung. Im Jahr 1991 übernahm mit Folge 37 Jan Fedder […] der seitdem mit Unterbrechungen als Dirk Matthies die Rolle seines Lebens spielt und mit schnoddrig-nuschelnder Hanse-Schnauze den Ton angibt. Die Besetzung wechselte naturgemäß immer mal wieder. Sitzfleisch bewiesen besonders Peter Neusser und Edgar Hoppe. Am schwierigen Vorabend der ARD ist das ‚Großstadtrevier‘ der ruhende Pol und ein verlässlicher Quotenbringer, wenn sich auch kaum junge Zuschauer vor dem Bildschirm einfinden. Im Lauf der Jahre lieferte fast jeder deutsche Krimiautor ein Drehbuch für die Serie ab. Längst wurden Jan Fedder und Maria Ketikidou von der realen Polizei zu ‚Ehrenkommissaren‘ befördert. Innovationen sind vom ‚Großstadtrevier‘ nicht zu erwarten, das Serien-Mammut genießt Bestandsschutz. Wo es so unverfroren menschelt, schweigt die Kritik.“ „Man kann die deutsche Krimiserie auch als Anleitung in fernöstlicher Gelassenheit lesen. Gemütlich und unaufgeregt verfolgen Hamburger Cops überschaubare Delikte, um sie ohne Aufregung der Aufklärung zuzuführen.“
Martin Schwickert von rp-online.de fasste zusammen: „34 Staffeln mit 461 Folgen, ein 250 Seiten starkes Nachschlagewerk und Quoten, die regelmäßig über der Zwei-Millionen-Marke liegen: Die Krimiserie „Großstadtrevier“ ist ein Dinosaurier des öffentlich-rechtlichen Fernsehens, aber noch lange nicht vom Aussterben bedroht. Seit 1986 ermitteln die Männer und Frauen des 14. Polizeikommissariats in St. Pauli. Das Milieu im Kiez, aber auch die gut durchmischte Sozialstruktur des Stadtteils zwischen Reeperbahn und Landungsbrücken lieferten dabei einen unerschöpflichen Vorrat an klein- und großkriminellem Erzählstoff.“
Mit dem Umzug des Reviers kam auch vereinzelt negative Kritik: „Nach dem großen Relaunch ist das ‚Großstadtrevier‘ nicht mehr das, was es einmal war.“ Es „herrscht nun die gleiche optische Kühle und Sterilität wie in den anderen Vorabendserien auch, wie in den Billigsoaps am Nachmittag, wie in der ‚Lindenstraße‘.“ „Es herrscht einfach keine Atmosphäre mehr im ‚Großstadtrevier‘. Alle […] Helden sind nun gefangen im gefrorenen Einheitslook der billigheimernden Soko-Kultur vom anderen Kanal. Da können die Kulissenbauer noch so sehr schwärmen vom bewegten Wasser im Hintergrund und von den hinter die Fenster projizierten Verkehrsszenen, es ist nicht mehr dasselbe, es wirkt einfach nicht mehr echt.“
Die Popularität der Serie ist ungebrochen. So erzielte die 35. Staffel "mit 12,3 Prozent Marktanteil beim Gesamtpublikum und durchschnittlich 2,727 Millionen Zuschauerinnen und Zuschauer einen neuen Marktanteils-Bestwert einer "Großstadtrevier"-Staffel seit mehr als zehn Jahren."

## Spielfilm
Der erste Großstadtrevier Spielfilm "St. Pauli, 6 Uhr 07" wurde im Jahr 2021 ausgestrahlt.
Überaus erfolgreich war der zweite Großstadtrevier-Spielfilm "Im Moment der Angst", der im Januar 2025 ausgestrahlt wurde. Unter der Regie von Florian Gottschick und nach einem Drehbuch von Andreas Kaufmann erreichte der Film einen Marktanteil von 20,0 Prozent bei 5,08 Millionen Zuschauenden.
Der Film wurde für den Deutschen FernsehKrimi-Preis 2025 nominiert.

## Besetzung

### Aktuelle Hauptdarsteller
| Schauspieler        | Rollenname              | Episoden | Staffeln | Jahre | Amtsbezeichnung |
| ------------------- | ----------------------- | -------- | -------- | ----- | --- |
| Maria Ketikidou     | Hariklia „Harry“ Möller | 64–      | 8–       | 1994– | Polizeihauptmeisterin, früher Polizeimeisterin dann Polizeiobermeisterin; Zivilfahnderin, Partnerin von Nils Sanchez |
| Saskia Fischer      | Frau Küppers            | 244–     | 21–      | 2007– | Polizeioberrätin |
| Sven Fricke         | Daniel Schirmer         | 327–     | 26–      | 2012– | Polizeikommissar |
| Patrick Abozen      | Lukas Petersen          | 424–     | 32–      | 2018– | Polizeioberkommissar                                                                                                 |
| Torsten Münchow     | Helmut Husmann          | 460–     | 34–      | 2021– | Polizeihauptmeister; Wachhabender                                                                                    |
| Enrique Fiß         | Nils Sanchez            | 460–     | 34–      | 2021– | Zivilfahnder; Partner von Harry Möller, kommt vom PK 22                                                              |
| Sinha Melina Gierke | Bente Hinrichs          | 483–     | 35–      | 2023– | Polizeihauptkommissarin, kommt von der Schleswig-Holsteinischen Polizei im Kreis Dithmarschen                        |

### Ehemalige Hauptdarsteller
| Schauspieler        | Rollenname               | Episoden                | Staffeln    | Amtsbezeichnung                                                                             |
| ------------------- | ------------------------ | ----------------------- | ----------- | ------------------------------------------------------------------------------------------- |
| Thomas Naumann      | Georg Thiede             | 1–6                     | 1           | Polizeihauptwachtmeister                                                                    |
| Arthur Brauss       | Richard Block            | 1–36                    | 1–5         | Polizeihauptmeister                                                                         |
| Mischa Neutze       | Lothar Krüger            | 1–48                    | 1–6         | Polizeiobermeister                                                                          |
| Peter Heinrich Brix | Lothar Krüger            | 85–289                  | 9–23        | Polizeihauptmeister                                                                         |
| Peter Heinrich Brix | Lothar Krüger            | 404                     | 31          | Polizeihauptmeister                                                                         |
| Kay Sabban          | Neithardt Köhler         | 1–54                    | 1–7         | Polizeihauptwachtmeister; Polizeimeister; später Polizeiobermeister                         |
| Mareike Carrière    | Ellen Wegener †          | 1–62                    | 1–8         | Polizeioberwachtmeister (sic); Polizeimeisterin; zuletzt Polizeiobermeisterin               |
| Edgar Hoppe         | Dietmar Steiner          | 1–191                   | 1–17        | Polizeiobermeister                                                                          |
| Peter Neusser       | Rolf Bogner              | 1–192                   | 1–17        | Polizeihauptmeister; später Polizeikommissar                                                |
| Till Demtrøder      | Henning Schulz           | 34–294                  | 5–23        | Polizeimeister; dann Polizeiobermeister; später Polizeihauptmeister                         |
| Christoph Eichhorn  | Robert Quest             | 55–78                   | 7–9         | Polizeiobermeister                                                                          |
| Britta Schmeling    | Maike Bethmann           | 63–72                   | 8           | Polizeiobermeisterin                                                                        |
| Andrea Lüdke        | Tanja König              | 73–124                  | 9–12        | Polizeimeisterin                                                                            |
| Dorothea Schenck    | Anna Bergmann            | 125–191 290–326         | 13–17 23–25 | Polizeimeisterin Polizeiobermeisterin                                                       |
| Ann-Cathrin Sudhoff | Svenja Menzel            | 193–208                 | 18          | Polizeiobermeisterin                                                                        |
| Matthias Walter     | Philip Caspersen         | 193–216                 | 18–19       | Polizeiobermeister                                                                          |
| Wilfried Dziallas   | Bernd Voss               | 193–243 248–249 398     | 18–21 30    | Polizeioberkommissar                                                                        |
| Anja Nejarri        | Katja Metz               | 209–288                 | 19–23       | Polizeiobermeisterin                                                                        |
| Tommaso Cacciapuoti | Fabian Brandt            | 217–240                 | 19–20       | Polizeiobermeister                                                                          |
| Sebastian Hölz      | Benjamin „Ben“ Kessler   | 241–272                 | 21–22       | Polizeiobermeister                                                                          |
| Sophie Moser        | Nicole „Nicki“ Beck      | 245–326                 | 21–25       | Polizeimeisteranwärterin, dann Polizeimeisterin                                             |
| Steffen Groth       | Hauke Jessen             | 285–288 295–310 317+318 | 23 24       | Polizeihauptmeister                                                                         |
| Mads Hjulmand       | Mads Thomsen             | 311–382                 | 25–29       | Polizeiobermeister, dann Polizeikommissar                                                   |
| Jens Münchow        | Paul Dänning             | 327–423 450             | 26–32 33    | Polizeihauptmeister                                                                         |
| Jan Fedder          | Dirk Matthies            | 37–447 452              | 6–33        | Polizeiobermeister; Polizeihauptmeister; später Polizeikommissar; dann Polizeioberkommissar |
| Farina Flebbe       | Jessy Jahnke             | 444–454                 | 33–34       | Polizeimeisterin                                                                            |
| Peter Fieseler      | Piet Wellbrook           | 375–459                 | 29–34       | Polizeikommissar                                                                            |
| Marc Zwinz          | Johannes „Hannes“ Krabbe | 289–459                 | 23–34       | Polizeihauptmeister                                                                         |
| Wanda Perdelwitz    | Nina Sieveking           | 327–482                 | 26–35       | Polizeiobermeisterin                                                                        |

### Nebendarsteller
Durchgängige oder wiederkehrende Nebenrollen
| Schauspieler       | Rollenname                                         | Jahre                 | Episoden     | Staffeln      | Rollenbeschreibung |
| ------------------ | -------------------------------------------------- | --------------------- | ------------ | ------------- | --- |
| Lutz Mackensy      | Kriminalrat Christian Lang Kriminaloberrat Iversen | 1986-1987 1991–2005   | div div.     | 1-2 5–19      | Kriminalrat Kriminalrat, später Kriminaloberrat                                                                                           |
| Brigitte Janner    | Elli Meier                                         | 1994-2005, 2010, 2017 | div.         | 8-19, 23, 30  | Wirtin der Stammkneipe des 14. Reviers bei Elli, später Besitzerin des Landgasthofs weißer Hirsch, mütterliche Freundin von Dirk Matthies |
| Jim Boeven         | Klaus Krüger                                       | 1999–2002             | div.         | 16            | jüngerer Bruder von Lothar Krüger |
| Barbara Nüsse      | Ilse Bogner                                        | 2000–2003             | div.         | 14–17         | Ehefrau von Revierleiter Rolf Bogner |
| Eva Blum           | Maria Schäuffele                                   | 2002–2009             | div.         | 15–23         | Raumpflegerin des 14. Reviers, später Mitbesitzerin einer Boutique, Flirt von Lothar Krüger                                               |
| Harry Schmidt      | Big Harry                                          | 2003–2017             | div.         | 17–30         | Kiezkneipier, Wirt der Stammkneipe des PK14 Big Harry, Kumpel von Dirk Matthies                                                           |
| Tatjana Clasing    | Elisabeth Endlich                                  | 2004–2006             | div.         | 18–20         | Umweltaktivistin, ehemalige Vermieterin und Ex-Verlobte von Lothar Krüger                                                                 |
| Dietz-Werner Steck | Albert Schäuffele                                  | 2005–2009             | div.         | 19–23         | Vater von Maria Schäuffele |
| Michael Trischan   | Hinrich Petersen                                   | 2005–2009             | div.         | 19–23         | ev. Pastor der Schiffskirche, Freund von Dirk Matthies                                                                                    |
| Katja Zinsmeister  | Eva Schulz geb. Pingel                             | 2007–2009             | div.         | 21–23         | Ehefrau, später Ex-Frau von Henning Schulz                                                                                                |
| Tina Engel         | Maria Metz                                         | 2008–2009             | div.         | 22–23         | Mutter von Katja Metz, Besitzerin eines Kiosks                                                                                            |
| Peter Lohmeyer     | Hanno Harnisch                                     | 2008–2013             | div.         | 22–26         | Polizeikommissar, stellvertretender Leiter des PK14                                                                                       |
| Oskar Schröder     | Max Bergmann                                       | 2010–2012             | div.         | 23–25         | Sohn von Anna Bergmann |
| Nicole Heesters    | Renate Küppers †                                   | 2010–2015, 2021, 2023 | div.         | 23–28, 34, 35 | Mutter von Kommissariatsleiterin Küppers                                                                                                  |
| Hendrik Duryn      | Hendrik Hansen                                     | 2011–2012             | div.         | 25            | Kapitän zur See, Mitbesitzer des familieneigenen, Antiquitätengeschäfts, Lebensgefährte von Anna Bergmann                                 |
| Ingo Naujoks       | Benjamin Lindner-Stoll                             | 2014                  | div.         | 27            | Controller des PK14 |
| Daniela Schulz     | Caroline Schirmer                                  | 2014–2017             | div.         | 27–31         | Ehefrau, später Ex-Frau von Daniel Schirmer                                                                                               |
| Adnan Maral        | Can Topal                                          | 2017–2020             | div.         | 30–33         | Werkstattbesitzer, Freund von Harry Möller                                                                                                |
| Wolfram Grandezka  | Robert Sehlmann                                    | 2021–2023             | 466–470, 498 | 34, 36        | Sonderermittler des Drogendezernats |

### Gastdarsteller (Auswahl)
- Engin Akcelik
- Ursula Andermatt
- Christopher Barker
- Eva Maria Bauer
- Rolf Becker
- Reinhold Beckmann
- Ingrid van Bergen
- Benjamin Berger
- Edgar Bessen
- Dirk Bielefeldt
- Charles Brauer
- Jo Brauner
- Marion Breckwoldt
- Jacques Breuer
- Brings
- Oliver Broumis
- Roger Cicero
- Eberhard Cohrs
- Karl Dall
- Inez Bjørg David
- Jan Delay
- Renate Delfs
- Yared Dibaba
- Jenny Elvers-Elbertzhagen
- Marek Erhardt
- Helga Feddersen
- Barbara Fenner
- Anna Fischer
- Horst Frank
- Uwe Friedrichsen
- Martha Fries
- Gunter Gabriel
- Eike Gallwitz
- Johanna Gastdorf
- Johanna Christine Gehlen
- Gerda Gmelin
- Cem-Ali Gültekin
- Uwe Hacker
- Eva-Maria Hagen
- Edith Hancke
- Fabian Harloff
- Klaus Havenstein
- Steffen Henssler
- Wolfgang Hepp
- Irm Hermann
- Jan Hofer
- Andreas Hoppe
- Guildo Horn
- Dominique Horwitz
- Horst Hrubesch
- Jörg Hube
- Rainer Hunold
- Horst Janson
- Werner Jantosch
- Günther Jerschke
- Olivia Jones
- Patrick Joswig
- Heidi Kabel
- Waléra Kanischtscheff
- Katy Karrenbauer
- Horst Keitel
- Lonny Kellner
- Hape Kerkeling
- Siegfried W. Kernen
- Michael Kessler
- Hermann Killmeyer
- Mona Klare
- Arnd Klawitter
- Towje Kleiner
- Ina Paule Klink
- Brigitte Kollecker
- Nicolas König
- Horst Krause
- Diether Krebs
- Marco Kröger
- Heinz Rudolf Kunze
- Dieter Landuris
- Tilly Lauenstein
- Jean-Pierre Le Roy
- Volker Lechtenbrink
- Karl-Heinz von Liebezeit
- Karl Lieffen
- Corny Littmann
- Peter Lohmeyer
- Katharina Lorenz
- Günter Lüdke
- Heidi Mahler
- Holger Mahlich
- Andreas Mannkopff
- Annemarie Marks-Rocke
- Thomas Balou Martin
- Hendrik Martz
- Martin May
- Carolyn McGregor
- Andreas von der Meden
- Inge Meysel
- Volker Michalowski
- Tetje Mierendorf
- Axel Milberg
- Brigitte Mira
- Benjamin Morik
- Tim Mälzer
- Ina Müller
- Klaus Otto Nagorsnik
- Olga Nasfeter
- Ingo Naujoks
- Ines Nieri
- Natalie O’Hara
- Gerhard Olschewski
- Murali Perumal
- Andreas Pietschmann
- Jörg Pilawa
- Karina Plachetka
- Jörg Pleva
- Witta Pohl
- Antonio Putignano
- Freddy Quinn
- Alexander Radszun
- Kurt Ravn
- Claus-Dieter Reents
- Achim Reichel
- Heinz Reincke
- Ralf Richter
- Uwe Rohde
- Renate Roland
- Claude-Oliver Rudolph
- Rocko Schamoni
- Tana Schanzara
- Harry Schmidt
- Friedrich Schoenfelder
- Barbara Schöne
- Reiner Schöne
- Barbara Schöneberger
- Heinz Schubert
- Sebastian Schwarz
- Peter Sebastian
- Uwe Seeler
- Martin Semmelrogge
- Ingrid Steeger
- Jessica Stockmann
- Tillbert Strahl-Schäfer
- Devid Striesow
- Heinz Strunk
- Toyo Tanaka
- Bernd Tauber
- Leonie Tepe
- Siegfried Terpoorten
- Carlo von Tiedemann
- Bettina Tietjen
- Damian Thüne
- Michael Trischan
- Gisela Trowe
- Truck Stop
- Frank Vockroth
- Elisabeth Volkmann
- Sven Waasner
- Sven Walser
- Lilo Wanders
- Antonio Wannek
- Julia Weden
- Matthias Weidenhöfer
- Kurt Weinzierl
- Heinz Weixelbraun
- Ilse Werner
- Ryan Wichert
- Julian Winterbach
- Oliver Wnuk
- Ralf Wolter
- Emily Wood
- Katja Woywood
- Klausjürgen Wussow
- Ramin Yazdani

## Teameinteilung
Streifenwagen 14/2
- Staffel 1–5: Richard Block, Ellen Wegener
- Staffel 6–8: Dirk Matthies, Ellen Wegener (ab Staffel 8 Episode 63: Maike Bethmann)
- Staffel 9–12: Dirk Matthies, Tanja König
- Staffel 13–17: Dirk Matthies, Anna Bergmann
- Staffel 18: Dirk Matthies, Svenja Menzel
- Staffel 19–21: Dirk Matthies, Katja Metz
- Staffel 21-22: Ben Kessler, Katja Metz
- Staffel 23–25: Dirk Matthies, Anna Bergmann
- Staffel 26: Dirk Matthies, Paul Dänning
- Staffel 27–31: Paul Dänning, Nina Sieveking
- Staffel 32–35: Lukas Petersen, Nina Sieveking (Episode 444–454: Jessy Janke)
- Staffel 35– : Bente Hinrichs, Lukas Petersen

vertretungsweise: Hariklia Möller, Henning Schulz, Lothar Krüger, Piet Wellbrock
Streifenwagen 14/3
- Staffel 9: Lothar Krüger, Müller
- Staffel 26: Daniel Schirmer, Nina Sieveking

Motorradstreife 14/15
- Staffel 1–7: Neidhardt Köhler (Weil der Schauspieler plötzlich an einer Krankheit  verstarb, wurde ihm zu Ehren nie wieder ein Polizist/in auf Motorradstreife geschickt).

Zivilfahndung 14/21
- Staffel 8–11: Hariklia Möller
- Staffel 11–23: Hariklia Möller, Henning Schulz (Staffel 23 Episoden 285–288: Hauke Jessen)
- Staffel 24: Hariklia Möller, Hauke Jessen
- Staffel 25–29: Hariklia Möller, Mads Thomsen (Staffel 25 Episoden 317–318, (Weihnachts-Special): Hauke Jessen)
- Staffel 29–34 (Episoden 453–459): Piet Wellbrock, Hariklia Möller
- Staffel 34– : Hariklia Möller, Nils Sanchez

vertretungsweise: Fabian Brandt
Milieufahndung
- Staffel 27–33: Dirk Matthies

Innendienst
- Staffel 1: Georg Thiede, Dietmar Steiner, Lothar Krüger
- Staffel 2–5: Dietmar Steiner, Lothar Krüger
- Staffel 6–7: Dietmar Steiner, Henning Schulz
- Staffel 7–9: Dietmar Steiner, Henning Schulz, Robert Quest
- Staffel 9–11: Dietmar Steiner, Lothar Krüger, Henning Schulz
- Staffel 11–17: Dietmar Steiner, Lothar Krüger
- Staffel 18–19: Lothar Krüger, Philip Caspersen
- Staffel 19–20: Lothar Krüger, Fabian Brandt
- Staffel 21–23: Lothar Krüger, Nicki Beck
- Staffel 23–25: Nicki Beck, Hannes Krabbe
- Staffel 26: Hannes Krabbe
- Staffel 27–34: Hannes Krabbe, Daniel Schirmer
- Staffel 34– : Daniel Schirmer, Helmut Husmann

kurzzeitig bzw. vertretungsweise: Dirk Matthies, Hariklia Möller, Katja Metz
Revier-, Kommissariatsleitung
- Staffel 1–17: Rolf Bogner
- Staffel 17–21: Bernd Voss
- Staffel 21–23: Dirk Matthies (Staffel 22 Episoden 266–268: Hanno Harnisch)
- Staffel 23–: Frau Küppers

vertretungsweise: Lothar Krüger, Dietmar Steiner
In Staffel 27 wurde von Frau Küppers, in Episode 346 Verschollen im Paradies, zu Testzwecken ein kompletter Teamtausch vorgenommen. Infolgedessen übernahm Frau Küppers den Innendienst, Daniel Schirmer wurde Leiter des PK14, Dirk Matthies und Hannes Krabbe bildeten ein neues Team im 14/2, Paul Dänning wurde neuer Zivilfahnder an der Seite von Hariklia Möller und Nina Sieveking und Mads Thomsen übernahmen den 14/3.

## Regisseure
- Florian Baxmeyer
- Ulfert Becker
- Hagen Bogdanski
- Kai Borsche
- Steffi Doehlemann
- Wilfried Dotzel
- Helmut Förnbacher
- Till Franzen
- Florian Gottschick
- Ulrike Grote
- Dietrich Haugk
- Felix Herzogenrath
- Bruno Jantoss
- Lars Jessen
- Andrea Katzenberger
- Clemens Keiffenheim
- Michael Knof
- Félix Koch
- Wolfgang Münstermann
- Philipp Osthus
- Guido Pieters
- Jürgen Roland
- Jan Ruzicka
- Bettina Schoeller-Bouju
- Sören Senn
- Christian Stier
- Torsten Wacker
- Marcus Weiler
- Nina Wolfrum
- Max Zähle
- Tom Zenker
- Miko Zeuschner

## Trivia
- Das Großstadtrevier knüpft lose an die früheren Hamburger Krimiserien Hafenpolizei (1963–1965), Polizeifunk ruft (1966–1969) und Hamburg Transit (1970–1973) an, die aufeinander folgten. In den beiden letztgenannten spielte Karl-Heinz Hess die Rolle des Walter Hartmann, Hauptwachtmeister und später Kriminalobermeister. Als Polizeipräsident Hartmann sollte die Figur dauerhaft Teil des Großstadtreviers werden. Hess lehnte dies ab, absolvierte aber in der ersten Episode zumindest einen Gastauftritt als Polizeipräsident.
- Ellen Wegener (gespielt von Mareike Carrière) war die erste Polizistin im Großstadtrevier. Zum Ende der 7. Staffel nimmt sie einen Heiratsantrag des Kollegen Dirk Matthies (Jan Fedder) an, stirbt aber in Episode 62 (Ellens Abschied 2); in Episode 61 (Ellens Abschied 1) hatte ihr eine Apothekerin als Geliebte eines Mordverdächtigen einen vergifteten Tee gereicht.
- Jan Fedder tauchte in der Serie zunächst als Polizeireporter auf, bevor er in Episode 37 (Staffel 6) als Dirk Matthies Wegeners neuer Streifenkollege wurde. Zudem hatte er in Episode 3 einen Gastauftritt als lärmender Mieter Holger Pohl, und in Episode 34 setzte er seinen Wagen als Unfallfahrer gegen die Wand. In Episode 243 (Staffel 21) übernahm Matthies widerwillig die Nachfolge des Revierleiters Bernd Voss (Wilfried Dziallas), der in Pension ging. Zuvor war Matthies wegen eines durch eine Schussverletzung verursachten steifen Beins für den Außendienst untauglich geworden. In der 23. Staffel räumte er freiwillig den Chefsessel für Frau Küppers (Saskia Fischer), die damit Leiterin des neuen Polizeikommissariats 14 wurde; Matthies selbst geht nach erfolgreicher Reha nun wieder dem geliebten Streifendienst nach. Nachdem Matthies zu Beginn von Staffel 27 im Dienst einen Jungen erschossen hat und seinen Dienst quittieren will, wird ihm von Frau Küppers das Angebot gemacht, Milieu-Ermittler zu werden, das er annimmt.
- Kay Sabban, Darsteller des Motorradpolizisten Neidhardt Köhler, starb während der Dreharbeiten der 55. Episode (Zapfenstreich) an einer Lungenembolie. Ihm zu Ehren wurde die Rolle des Motorradpolizisten nie wieder besetzt.
- Die Figur des Lothar Krüger wurde mit Unterbrechung von zwei verschiedenen Schauspielern dargestellt (1986–1993 von Mischa Neutze, 1995–2010 von Peter Heinrich Brix (ab Episode 85: Der Funkspruch)). Jedoch war Lothar Krüger nur relevant in den Episoden 1 bis 35 (danach diente Neutze eher als Statist) und als die Rolle später von Peter Heinrich Brix übernommen wurde. Es ist nicht ganz eindeutig, ob die von Peter Heinrich Brix verkörperte Figur mit der von Mischa Neutze gespielten identisch ist.
- Peter Heinrich Brix, Wilfried Dziallas, Till Demtrøder, Maria Ketikidou, Jens Münchow, Tommaso Cacciapuoti, Wanda Perdelwitz, Marc Zwinz, Patrick Abozen und Saskia Fischer hatten ebenfalls Gastauftritte im Großstadtrevier, ehe sie zur Stammbesetzung gehörten. Dziallas, Brix und Münchow kehrten nach ihren Ausstiegen nochmal für jeweils eine Episode in ihren angestammten Rollen zurück.[18]
- Auch der Regisseur Jürgen Roland sowie die Band Truck Stop, die das Titellied singt, sind in Gastauftritten zu sehen.
- Freddy Quinn war in Staffel 2 Folge 4 die Vertretung für den Revierleiter Bogner.
- Aus der Feder von Norbert Eberlein, der die Bücher zu einigen Episoden schrieb, kommen auch die Geschichten der NDR-Serie Neues aus Büttenwarder, in der Peter Heinrich Brix und Jan Fedder ebenfalls die Hauptrollen spielen. Die Regie übernahm auch hier Guido Pieters.
- Lutz Mackensy war erstmals in Episode 3 zu sehen, doch bis Episode 32 war er der Kripo-Beamte Christian „Chris“ Lang, erst ab Episode 36 wurde er zu Kriminalrat (später Kriminaloberrat) Iversen. Sein Charakter war jedoch vom ersten Auftritt an gleich. In Episode 219 stieg er aus und wirkte insgesamt an 86 Episoden mit.
- Seit dem Beginn der 21. Staffel (2007) tragen die Polizisten des 14. Reviers neue (blaue) Dienstkleidung und haben neue Streifenwagen (ebenfalls blau).
- Der Vorname von Frau Küppers wird in keiner Episode erwähnt, ihre Mutter nennt sie „Rübchen“ (Episoden 286, 356 und 372). Zwischen den Staffeln 22 und 23 wurde eine Sonderfolge mit dem Titel Die Akte „Großstadtrevier“ – Neues aus dem Großstadtrevier ausgestrahlt. Frau Küppers und Dirk Matthies führen hier nach Feierabend ein längeres Gespräch, in das Szenenausschnitte aus vergangenen Staffeln eingebaut wurden. In der Inhaltsangabe besagter Sendung wird der Vorname von Frau Küppers mit Regina angegeben, ebenso in der Rollenbeschreibung auf der ARD-Webseite zur Serie.[19] In Folge 428 findet Hannes Krabbe einen Zettel mit der Unterschrift „R. Küppers“ und wird dabei von Frau Küppers offensichtlich wissend beobachtet. Laut Besetzungsliste zur Episode Hallo Chef im NDR-Teletext vom 28. Mai 2016 und auf der NDR-Webseite ist ihr Vorname jedoch Margret.[20]
- In der Episode Muttertag (Folge 286), die zu Staffel 23 gehört, bekommt Frau Küppers (Saskia Fischer) Besuch von ihrer Mutter Renate (Nicole Heesters). Die Schauspielerinnen Nicole Heesters und Saskia Fischer sind auch im wirklichen Leben Mutter und Tochter und spielten ebenfalls in Folge 356 (Staffel 27, „Ein Schlag ins Gesicht“) in den Rollen Mutter und Tochter zusammen.
- Jan Fedder, Anja Nejarri und Jens Münchow sind die einzigen Darsteller, die bisher eine Doppelrolle in jeweils einer Episode hatten. Jan Fedder spielt in der Episode Der doppelte Matthies zusätzlich einen erfolglosen Schauspieler, der für Chaos sorgt. Anja Nejarri mimt in der Episode Gefallene Engel neben ihrer Rolle als Katja Metz zusätzlich die Leiche einer bei einem Verkehrsunfall ums Leben gekommenen Frau. In der Episode Der Kronzeuge spielt Jens Münchow neben seiner Stammrolle außerdem einen Mafioso.
- Jan Fedder ist bereits in Episode 447 Schlüsselmomente zum letzten Mal zu sehen. Seine Rolle Dirk Matthies verlässt aber erst in Episode 452 Absolute Anfänger endgültig die Serie. Diese ungewöhnliche Situation entstand, da Fedder für die letzten Episoden der 33. Staffel nicht zur Verfügung stand. Eine Sprunggelenksverletzung zwang ihn zu einer längeren Drehpause. Innerhalb dieser Drehpause verstarb er jedoch unerwartet am 30. Dezember 2019. Ursprünglich sollte sein Abschied erst zu Beginn der 34. Staffel in die Serie eingebaut werden. Man entschloss sich jedoch, auch um dem Wunsch der Zuschauer nachzukommen, Jan Fedder doch bereits in der aktuellen 33. Staffel würdig zu verabschieden. Daraufhin wurden im Februar 2020 einige Szenen nachproduziert, welche dann in die bereits fertiggestellte Episode 452 eingearbeitet wurden.[21][22]
- Die 33. Staffel des Großstadtreviers wurde vorzeitig mit Episode 452 Absolute Anfänger beendet. Diese Episode war die Abschiedsepisode für Jan Fedders langjährige Hauptrolle Dirk Matthies. Die geplante Doppelepisode Frau Küppers und der Tod deren Ausstrahlung ursprünglich für Mai 2020 angekündigt war, wurde als Auftakt der 34. Staffel im Herbst 2020 ausgestrahlt.
- Die ARD änderte zeitweise die Sendezeit, was zu einem Quoteneinbruch führte. Inzwischen wurde die Serie wieder auf ihren angestammten Platz im Vorabendprogramm (18:50 Uhr) verlegt. Das Erste hat das Großstadtrevier als Mutter aller Polizeiserien bezeichnet.[23]
- Großmaulrevier war eine Parodie auf Großstadtrevier, die in den Episoden der 2011 eingestellten Sketchshow Dennis und Jesko regelmäßig gezeigt wurde.
- Mehrere Polizisten, die in der Serie als Statisten mitwirken, sind echte Hamburger Polizeibeamte.
- Die Einsatzwagen der Serie sind meist Modelle der 5er Serie der Marke BMW. Im Laufe der Zeit wurden die Baureihen E12, E34, E39, E60 und F10 verwendet. In den frühen Episoden kam auch des Öfteren ein Ford zum Einsatz.
- Im Jahr 2009 wurde das Großstadtrevier auch an das italienische Fernsehen Rai Uno verkauft. Dort lief die Serie einige Zeit vormittags unter dem Titel 14° Distretto.

## Auszeichnungen
- 2005: Goldene Kamera – Beste Kultserie